# Programa urgente de cazas

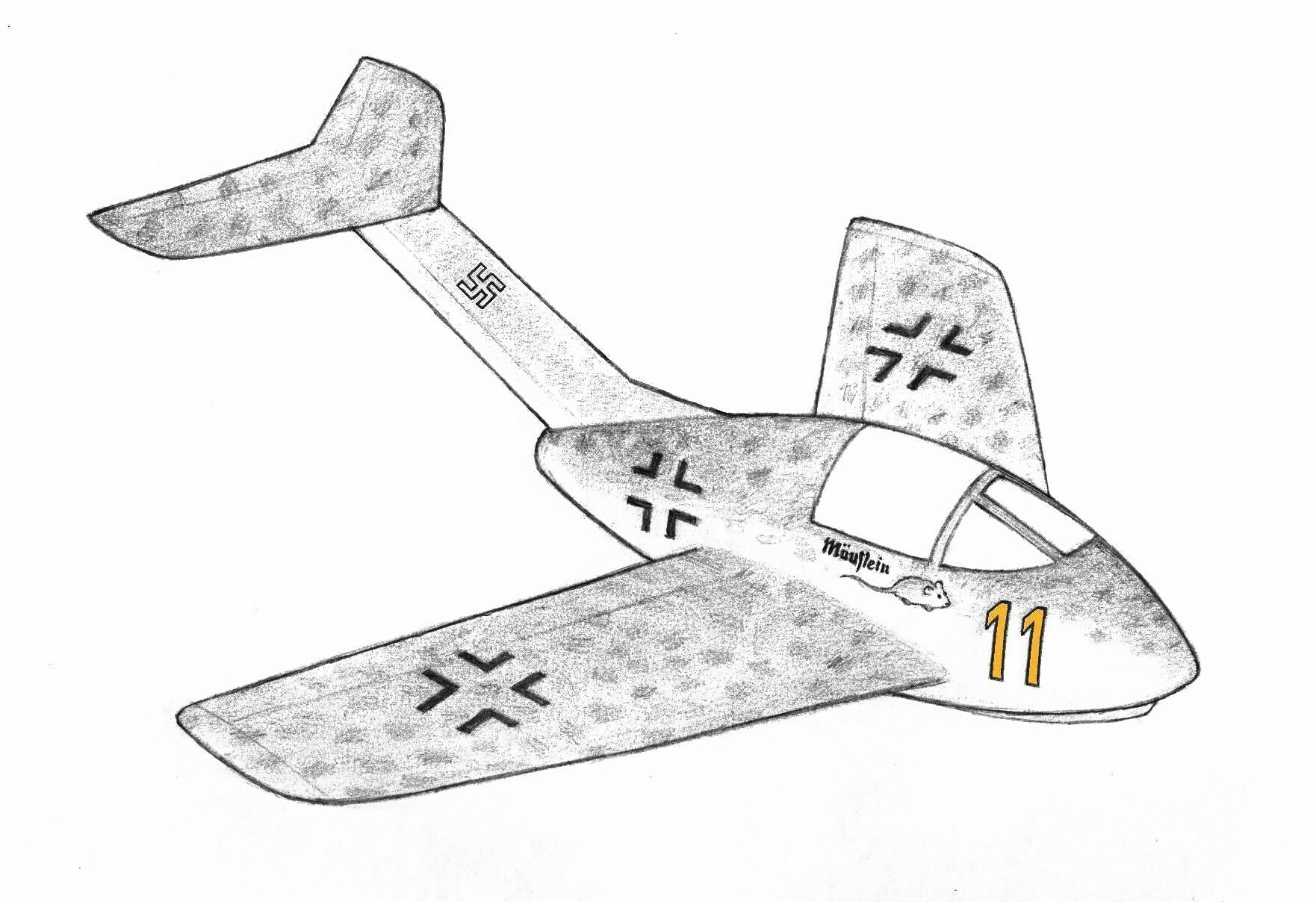
Dibujo a lápiz del Focke-Wulf Volksjäger 2, un proyecto de interceptor de la Luftwaffe de 1945.

El Programa urgente de cazas o Programa de cazas de emergencia (en alemán: Jägernotprogramm, literalmente «Programa urgente de caza») fue una decisión tomada por la Luftwaffe en julio de 1944 para detener toda la producción de bombarderos y centrarse en la producción de cazas defensivos, centrándose principalmente en la fabricación del caza de reacción Messerschmitt Me 262A, y también en el desarrollo de avanzados cazas de hélices como el Dornier Do 335. Los únicos bombarderos que se permitió que continuaran en producción después de la emisión del edicto eran todos propulsados por turborreactores, como el Arado Ar 234, y nuevos diseños como el Junkers Ju 287 y el Heinkel He 343 en los que se trabajó de forma irregular hasta los últimos meses de la guerra. Además fueron emprendidos varios programas para conseguir nuevos diseños de cazas de reacción como el Volksjäger, el Miniaturjagerprogramm o la Competición urgente de cazas.

## Volksjäger
En septiembre de 1944 se solicitó un caza destinado a la producción masiva con el menor uso posible de materiales estratégicos. Dicho caza, conocido como Volksjäger (Caza del pueblo), se diseñó pensando en la reutilzación de los aparatos dañados en lugar de repararlos; estaba pensado para ser pilotado por pilotos, incluidos miembros de las Hitlerjugend, con  un entrenamiento básico en planeadores.
Tras un rápido concurso de diseño, en el que participaron casi todas las empresas aeronáuticas de Alemania, fue seleccionado el proyecto de Heinkel, conocido como Heinkel He 162 Spatz (Gorrión), volando el primer prototipo en diciembre de 1944.

## Competición urgente de cazas
A finales de 1944 fue emprendido un nuevo programa, denominado Competición urgente de cazas. A diferencia del Volksjäger y del Miniaturjagerprogramm, este programa tenía por objeto lograr un caza de rendimiento a gran altitud superior al bimotor Messerschmitt Me 262, que no tenía suficiente rendimiento para hacer frente a las amenazas de gran altitud como el bombardero pesado Boeing B-29 Superfortress. Para cumplir con este requisito, el avión sería propulsado por un único turborreactor Heinkel HeS 011. 
Este era el más avanzado caza reactor y más interesante que el primitivo Miniaturjager, particularmente desde los modelos Focke-Wulf y Messerschmitt. Una de las propuestas de Focke-Wulf, el Focke-Wulf Ta 183 fue elegida como diseño ganador de la competición, pero la construcción de los prototipos aún no había comenzado cuando llegó el final de la guerra. Messerschmitt continuó desarrollando uno de sus diseños, el Messerschmitt P.1101, del que había un prototipo completado en un 80% al final de la guerra, capturado por los Aliados fue enviado a Estados Unidos y usado como base del avión experimental de geometría variable Bell X-5.
Características
- Motorizado por un solo motor turborreactor Heinkel-Hirth HeS 011.
- Velocidad de crucero de 1.000 km/h a 7000 m
- Capacidad de combustible de 1000 L, para 1/2 h de operaciones a nivel del mar
- Capacidad de operar a 14.000 m
- Armado con 4 cañones MK 108 de 30 mm
- Protección para el piloto contra disparos de 12,7 mm desde el frente
- Cabina presurizada

Diseños
En febrero de 1945, la Luftwaffe recibió varias propuestas, tres eran de Messerschmitt, dos de Focke-Wulf y una de Heinkel, Junkers y Blohm & Voss respectivamente.
- Junkers EF 128
- Heinkel P.1078
- Focke-Wulf Ta 183 (ganador)
- Blohm & Voss P.212
- Messerschmitt P.1110
- Messerschmitt P.1101